# Pireu (unidade regional)
Pireu (em grego: Πειραιώς) é uma unidade regional da Grécia, localizada na região da Ática. É formada pela porção centro-oeste da região metropolitana de Atenas.

## Administração
Foi criada a partir da reforma territorial instituída pelo Plano Calícrates de 2011, contando com parte do território da extinta Prefeitura de Pireu. É subdividida em 5 municípios; são eles (numerados conforme o mapa):
- Keratsini-Drapetsona (2)
- Korydallos (3)
- Nikaia-Agios Ioannis Rentis (4)
- Perama (5)
- Pireu (1)